# Circuito de Yas Marina
O Circuito de Yas Marina (em árabe: حلبة مرسى ياس; halbat marsaa yas) é um autódromo localizado na Ilha de Yas, a cerca de 30 minutos da capital dos Emirados Árabes Unidos, Abu Dhabi. É conhecido por ser o circuito com as melhores infraestruturas, sendo um dos mais modernos. Abriga anualmente a Fórmula 1 desde 2009, sendo o segundo circuito do Médio Oriente a abrigar um Grande Prémio, após Barém.

## Pista
Esta pista foi desenhada pelo conceituado arquiteto alemão Hermann Tilke, responsável pela maioria dos novos projetos da década antecedente da estreia do circuito, os quais são Sepang, Barém, Xangai, Istambul, Valência e Marina Bay, incluindo ainda a atualização realizada entre as temporadas de 2001 e 2002 em Hockenheimring.

### Traçado
O circuito caracteriza-se por ser técnico, possuindo um primeiro setor médio rápido, um segundo setor rápido (uma vez que possui as duas maiores retas do circuito) e um terceiro setor lento.
Apesar de se esperar que o circuito permitisse facilmente oportunidades de ultrapassagem, o circuito caracteriza-se por ser um dos mais difíceis para ultrapassar, mesmo tendo travagens fortes no final das duas grandes retas consecutivas.
A pista ainda possui uma saída do pit lane diferente do normal, uma vez que a saída passa por baixo da pista. Suzuka, até agora, era o único circuito da Fórmula 1 que possuía um ponto onde os carros passassem duas vezes.

### Estrutura da Pista
O circuito pode ser visto com uma versão árabe do Circuito de Mônaco devido à sua envolvência, embora tecnicamente tenham características bastante distintas.  A pista situa-se no porto, podendo-se ver o mar durante as provas.
Possui grandes escapatórias, sempre em asfalto, enfeitadas com riscas azuis, fazendo com que o circuito seja um dos mais seguros do mundo. As infraestruturas do circuito são das mais modernas do mundo, tendo dois paddocks bastante qualitativos (o que a Fórmula 1 utiliza e outro com uma grelha de partida alternativa na segunda maior reta do circuito). O circuito ainda passa por baixo de um dos hotéis com maior luxo do mundo, o Hotel Yas Viceroy, desenhado e concebido pelas arquitetas de referência de Nova Iorque Hani Rashid e Lise Anne Couture.
O circuito tem um sistema de iluminação muito semelhante ao do circuito vizinho do Catar, o Circuito Internacional de Lusail, permitindo a utilização do circuito à noite.
Para entretenimento, na marina existe o parque temático Ferrari World e um parque aquático. 
O Circuito de Yas Marina caracteriza-se também por ter sido o mais caro da Fórmula 1.

## Fórmula 1

### Recepção

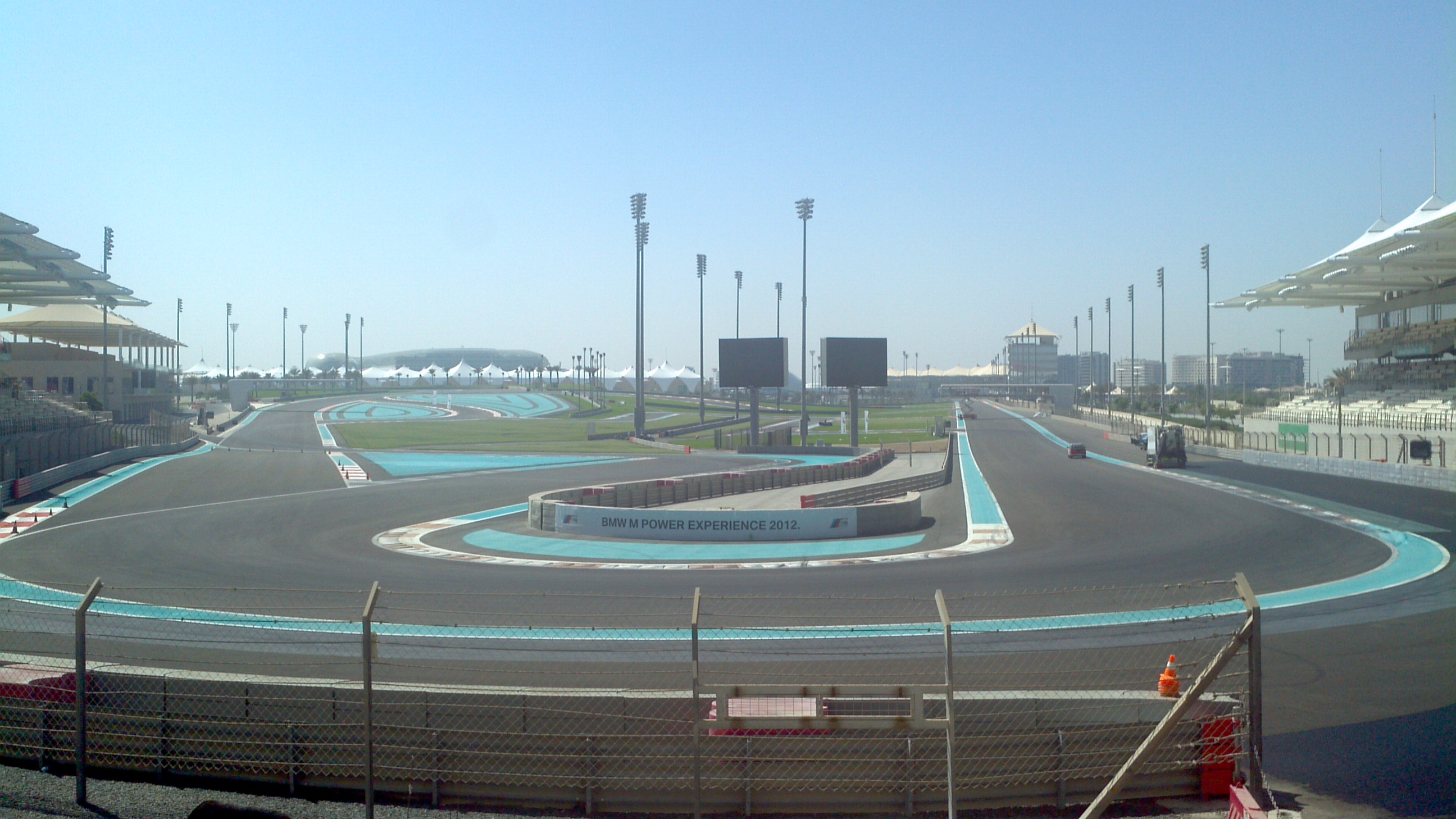
Visão do circuito.

As condições nas quais ocorrem o Grande Prêmio de Abu Dhabi somente se repetem no Barém, onde ambas as corridas caracterizam-se por começarem de dia e terminarem quando já é de noite.
Em 2009 e 2010, o circuito abrigou o final de ambas as temporadas, tendo sido palco da consagração de Sebastian Vettel como campeão do mundo. Nas temporadas seguintes, o final de temporada regressou ao circuito de Interlagos, mas Abu Dhabi continuou a ser visitado na fase final da temporada.
Após os primeiros treinos livres, realizados em 2009, os pilotos elogiaram o circuito. Nico Rosberg considerou cada curva do circuito como única. Já Adrian Sutil salientou a qualidade da iluminação, considerando-a melhor que aquela preparada em Singapura, a qual ele classificou como demasiado luminosa.
Já Giancarlo Fisichella não se viu muito satisfeito, considerando o pit exit perigoso.
No entanto, após duas corridas e principalmente em 2010, os elogios perderam significância e a pista passou a ser muito criticada por não permitir criar oportunidades de ultrapassagem. Um dos principais prejudicados foi Fernando Alonso, que passou mais de metade da corrida a pressionar Vitaly Petrov sem sucesso, o que lhe fez perder o título para Sebastian Vettel.
Os organizadores tinham decidido remodelar o circuito para 2011 com a intenção de criar mais oportunidades de ultrapassagem, mas tal não chegou a avançar, uma fez que nesse ano houve um regresso do sistema KERS à categoria e surgiu um novo mecanismo de auxílio às ultrapassagens, o DRS, para não falar do novo sistema de estratégia de pneus proporcionado pelos novos pneus Pirelli. Os organizadores decidiram esperar mais um ano e ver se as novidades do regulamento substituiriam a necessidade de remodelar o circuito.
Como em 2011 o circuito recebeu uma corrida muito mais movimentada que nos dois anos anteriores, o traçado não foi alterado, permanecendo como o original até 2021.

### Mudanças no traçado em 2021

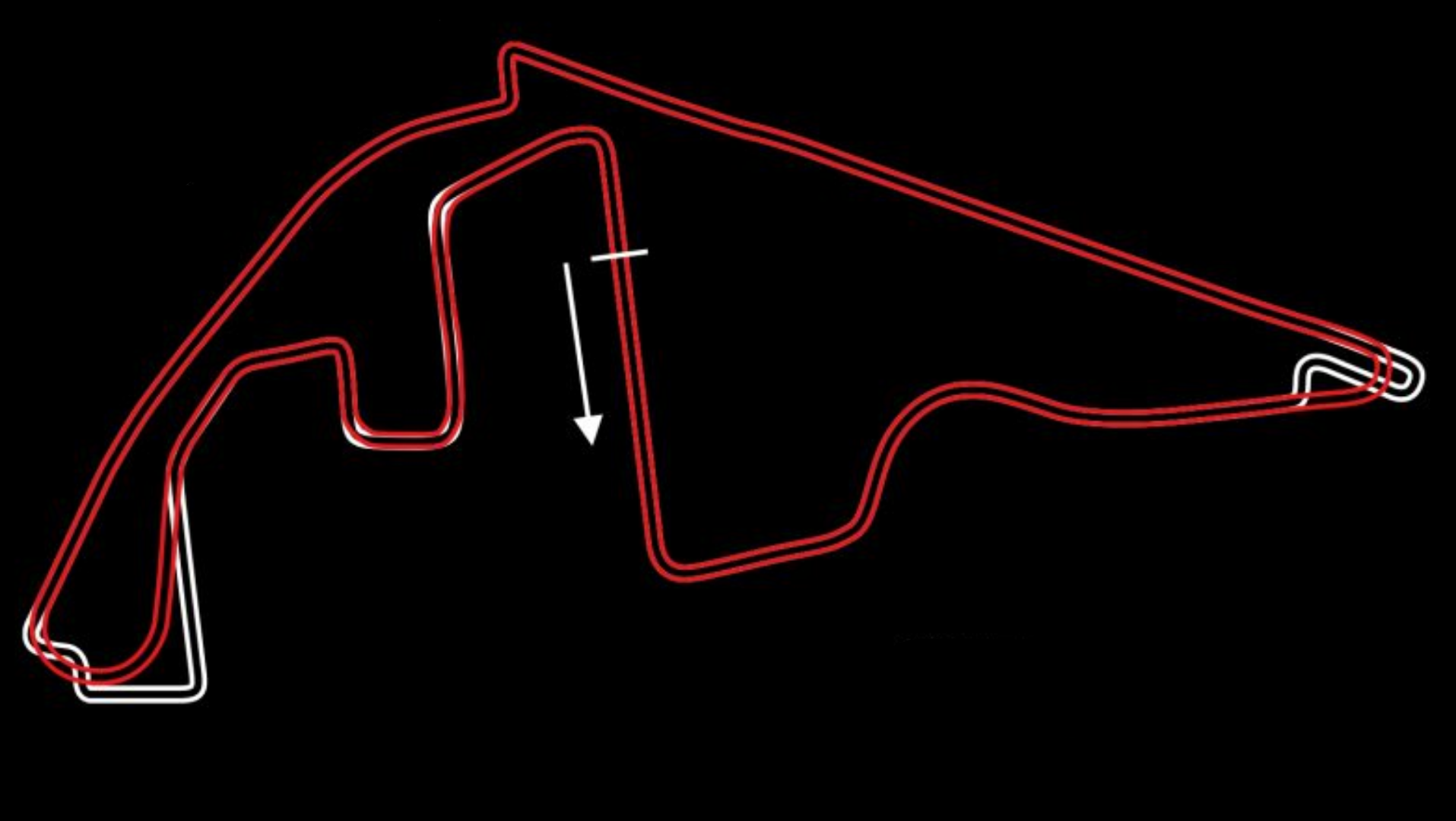
Diagrama do Circuito de Yas Marina; em branco o circuito original. Em vermelho, o novo traçado a partir de 2021.

Em junho de 2021, a organização do Grande Prêmio de Abu Dhabi anunciou mudanças no traçado com o intuito de facilitar as ultrapassagens e promover corridas mais disputadas.
As principais mudanças passaram pela remoção da chicane nas curvas 5 e 6, criando um novo "gancho" na anterior curva 7, mais rápido, e também eliminaram a chicane nas curvas 11, 12, 13 e 14, criando uma curva de raio mais aberto. Além disso, 3 curvas da seção do hotel também foram alargadas. 

### Vencedores
| Ano  | Piloto           | Construtor          | Resumo   |
| ---- | ---------------- | ------------------- | -------- |
| 2009 | Sebastian Vettel | Red Bull-Renault    | Detalhes |
| 2010 | Sebastian Vettel | Red Bull-Renault    | Detalhes |
| 2011 | Lewis Hamilton   | McLaren-Mercedes    | Detalhes |
| 2012 | Kimi Räikkönen   | Lotus-Renault       | Detalhes |
| 2013 | Sebastian Vettel | Red Bull-Renault    | Detalhes |
| 2014 | Lewis Hamilton   | Mercedes            | Detalhes |
| 2015 | Nico Rosberg     | Mercedes            | Detalhes |
| 2016 | Lewis Hamilton   | Mercedes            | Detalhes |
| 2017 | Valtteri Bottas  | Mercedes            | Detalhes |
| 2018 | Lewis Hamilton   | Mercedes            | Detalhes |
| 2019 | Lewis Hamilton   | Mercedes            | Detalhes |
| 2020 | Max Verstappen   | Red Bull-Honda      | Detalhes |
| 2021 | Max Verstappen   | Red Bull-Honda      | Detalhes |
| 2022 | Max Verstappen   | Red Bull-RBPT       | Detalhes |
| 2023 | Max Verstappen   | Red Bull-Honda RBPT | Detalhes |
| 2024 | Lando Norris     | McLaren-Mercedes    | Detalhes |

### Por pilotos que mais venceram
| Vitórias | Pilotos          | Edições                      |
| -------- | ---------------- | ---------------------------- |
| 5        | Lewis Hamilton   | 2011, 2014, 2016, 2018, 2019 |
| 4        | Max Verstappen   | 2020, 2021, 2022, 2023       |
| 3        | Sebastian Vettel | 2009, 2010, 2013             |
| 1        | Kimi Räikkönen   | 2012                         |
| 1        | Nico Rosberg     | 2015                         |
| 1        | Valtteri Bottas  | 2017                         |
| 1        | Lando Norris     | 2024                         |

### Por equipes que mais venceram
| Vitórias | Construtor | Edições                                  |
| -------- | ---------- | ---------------------------------------- |
| 7        | Red Bull   | 2009, 2010, 2013, 2020, 2021, 2022, 2023 |
| 6        | Mercedes   | 2014, 2015, 2016, 2017, 2018, 2019       |
| 2        | McLaren    | 2011, 2024                               |
| 1        | Lotus      | 2012                                     |

### Por países que mais venceram
| Vitórias | País          | Edições                            |
| -------- | ------------- | ---------------------------------- |
| 6        | Reino Unido   | 2011, 2014, 2016, 2018, 2019, 2024 |
| 4        | Alemanha      | 2009, 2010, 2013, 2015             |
| 4        | Países Baixos | 2020, 2021, 2022, 2023             |
| 2        | Finlândia     | 2012, 2017                         |

(Última atualização: GP de Abu Dhabi de 2024)

## Recordes em Yas Marina
|                                               | Piloto                                        | Chassi/Motor                                  | Tempo                                         | Extensão                                      | Ano                                           |
| Circuito Grande Prémio (desde 2021): 5.281 km | Circuito Grande Prémio (desde 2021): 5.281 km | Circuito Grande Prémio (desde 2021): 5.281 km | Circuito Grande Prémio (desde 2021): 5.281 km | Circuito Grande Prémio (desde 2021): 5.281 km | Circuito Grande Prémio (desde 2021): 5.281 km |
| --------------------------------------------- | --------------------------------------------- | --------------------------------------------- | --------------------------------------------- | --------------------------------------------- | --------------------------------------------- |
| Pole Position                                 | Max Verstappen                                | Red Bull RB16B Honda V6                       | 1min 22s 109                                  | 5.281 km                                      | 2021                                          |
| Melhor Volta na Prova                         | Max Verstappen                                | Red Bull RB16B Honda V6                       | 1min 26s 103                                  | 5.281 km                                      | 2021                                          |
| Circuito Grande Prémio (2009–2020): 5.554 km  |                                               |                                               |                                               |                                               |                                               |
| Pole Position                                 | Lewis Hamilton                                | Mercedes-AMG F1 W10 EQ Power+                 | 1min 34s 779                                  | 5.554 km                                      | 2019                                          |
| Melhor Volta na Prova                         | Lewis Hamilton                                | Mercedes-AMG F1 W10 EQ Power+                 | 1min 39s 283                                  | 5.554 km                                      | 2019                                          |